# Petrodolynske
 Petrodolynske  (ukrainien : Петродолинське) ou Petrodolinskoïe (russe : Петродолинское), de 1805 à 1945 : Peterstal (ou Petersthal, ce qui veut dire vallée de Pierre) est un village en Ukraine dans l'oblast d'Odessa et était dans le raïon d'Ovidiopol. Sa population était de 3 118 habitants en 2001.

## Géographie
Le village se trouve sur la rive gauche de la rivière Baraboï et s'étend sur 3 801 km2. Il est à 31 km à l'ouest d'Odessa.

## Histoire
Les terrains de la rive gauche de la rivière Baraboï sur lesquels se trouvent Petrodolinskoïe et le village voisin de Iossipovka ont été attribués en 1792 comme propriété foncière au général de division I. E. Kislensky. Mais le 5 mars 1804 les terres sont cédées à la colonisation par des colons allemands et la fondation des colonies de Peterstal et Josefstal.
La colonie de Peterstal est donc fondée en 1805 par des paysans allemands venus du Wurtemberg, de Rhénanie et même par des Allemands de Hongrie (40-50 familles). Il s'étend sur 2 995 dessiatines et comprenait en 1857 cinquante foyers de fermiers et soixante-quinze familles ne cultivant pas la terre. En 1918, le village s'étend sur 3 010 dessiatines et cultive 3 000 hectares en 1940.
La colonie de Peterstal est incluse administrativement dans le district colonial de Liebental de l'ouïezd d'Odessa (1805-1861), puis dans la volost de Gross-Liebenthal de l'ouïezd d'Odessa (1861-1926), puis dans le raïon national allemand de Spartacus (Spartak) du district d'Odessa (1926-1939) et enfin depuis lors dans le raïon d'Ovidiopol.
La paroisse luthérienne de Peterstal est érigée en 1812 (avant la communauté était rattachée à la paroisse de Freudental). Au début, le culte est célébré dans l'école du village le samedi et le dimanche, puis dans un entrepôt de grains (à partir de 1820); ensuite les villageois construisent une église en 1837 pour trois cents personnes, pour un coût de quatre mille roubles en tout. L'édifice est restauré en 1846 et en 1887.
L'école paroissiale est fondée en 1807; d'abord installée dans une grange aménagée, l'école est construite en 1812-1813 et agrandie en 1823 et 1832. Au début, elle ne fonctionne qu'en automne et en hiver. Les instituteurs sont d'abord choisis parmi les paysans, puis le pasteur s'en charge aidé d'autres personnes. Il y a 169 élèves en 1870. En 1874, l'on ouvre une école rurale de zemtsvo avec deux instituteurs. En 1887, il y a un instituteur de langue allemande, un instituteur pour apprendre la langue russe et un assistant. La nouvelle école du village est construite en 1913 pour sept classes d'âge. Ensuite les élèves qui le peuvent continuent leurs études à l'école centrale de Gross-Liebenthal.
La répression sur les cultes s'abat dans les années 1920 dans toute l'URSS. Il ne reste plus que quelques personnes âgées pour continuer à se rendre au culte, les autres risquant la prison. L'église est finalement fermée en 1933 par les autorités communistes ukrainiennes.
En 1941, lorsque la région est envahie par les Allemands et les Roumains, la plupart des habitants considérés comme Volksdeutsche sont évacués vers la Roumanie (alliée du Troisième Reich), le reste le sera en Allemagne avec la retraite de la Wehrmacht devant l'avancée de l'Armée rouge en 1944. 
En 1945, le khoutor de Peterstal est renommé en Petrodolinskoïe par un oukaze du Présidium de la Rada de la RSS d'Ukraine. En 1992, des familles ethniquement allemandes venues d'Asie centrale (où elles avaient été déportées dans les années 1940) s'installent à Petrodolinskoïe sur le chemin de l'émigration en Allemagne ou aux États-Unis. Ce sont elles qui redonnent vie à la paroisse luthérienne du village. En 2001, il ne reste plus qu'une dizaine de personnes d'ascendance allemande dans le village (0,29% de la population de 3 118 habitants), l'écrasante majorité étant ukrainienne russophone (70%) et russe (20 %). La paroisse luthérienne n'est plus ethniquement allemande ; elle se réunit dans une maison de prières moderne inaugurée en octobre 1998, tandis que l'ancienne église du XIXe siècle est en ruines.

### Population
- 1805: 258 habitants
- 1825: 517 habitants
- 1859: 867 habitants
- 1887: 768 habitants
- 1897: 918 habitants, dont 875 Allemands
- 1905: 987 habitants
- 1911: 962 habitants
- 1916: 895 habitants
- 1918: 916 habitants
- 1926: 1 020 habitants
- 1943: 1 111 habitants